# 日本人の3割しか知らないこと くりぃむしちゅーのハナタカ!優越館
『日本人の3割しか知らないこと くりぃむしちゅーのハナタカ!優越館』（にほんじんのさんわりしかしらないこと くりぃむしちゅーのハナタカゆうえつかん）は、テレビ朝日系列で2015年4月5日から2021年9月16日まで放送されたバラエティ番組。全248回。くりぃむしちゅーの冠番組。略称は『ハナタカ』。

## 概要
2015年1月9日23:15 - 翌0:15に放送された単発番組『日本人の3割しか知らないこと ワリサン』が好評だったことから、レギュラー化された。
MCのくりぃむしちゅーは前々番組『シルシルミシルさんデー』や前番組『オドロキ見たいテレビ びっくりぃむ』より続投しているが、スタッフは前2番組から池上彰出演のニュースバラエティー番組『学べる!!ニュースショー!→そうだったのか!池上彰の学べるニュース→ここがポイント!!池上彰解説塾→池上彰のニュースそうだったのか!!』制作スタッフに一新された。さらに2016年4月からは『ナニコレ珍百景』のスタッフも参加している（一部スタッフは2018年10月から珍百景の再レギュラー化に伴い、異動や両番組を兼務していた）。
初回は18:30 - 20:54の2時間半SPで放送された。
2016年10月13日より、日曜19時台で『日曜もアメトーーク!』を開始するため、『いきなり!黄金伝説。』の後枠として木曜19時台に移動した。
2018年4月12日放送で通算100回、2020年8月13日放送で通算200回を達成。
2020年10月改編で開始時間を15分前倒しして、18:45 - 20:00での放送となる。
2021年7月15日は第149回全英オープンゴルフを放送のため休止予定だったが、該当枠（18:45 - 20:54）での放送が急遽中止となったため、レギュラー復帰した。
2021年10月改編により、同年9月16日で終了。後番組として、同年5月9日に単発放送された『ウラ撮れちゃいました』がレギュラー化し、放送開始された。また、くりぃむしちゅー出演の全国ネット番組は日曜22時台前半枠（21:55 - 22:25）→日曜22時枠（21:55 - 22:55）にて『くりぃむナンタラ』が放送されている。

## 内容
- 番組が統計学上妥当な方法で、日本全国の1,500人以上の男女から聞いたアンケート調査によって判明した「日本人の3割しか知らないこと」を紹介する。なお、この番組でいう3割とは「25パーセントから34.9パーセントの間」を指す。
- 「日本人の3割しか知らないこと」の紹介後、そのことを知っているパネラーはテーブルに設置されているボタンを押して「ハナタカ!」オブジェを出す。パネラーは有田を含む5人[注 2]で、「ハナタカ!」オブジェを出した人数がそのままスタジオ内での割合となる。なお、ボタンは確実に知っている場合だけ押し、クイズ番組のように「多分そうじゃないか」という予想で押すものではない。
- ボタンを押した上で正答したパネラーは「ハナタカさん」となり得点が入り、ボタンを押したにもかかわらず誤答した場合は「シッタカさん」となり減点。ボタンを押さずに予想で的中させたパネラーにも少数の得点が入る。番組の最後に最も高得点だったパネラーには「日本人の3割も食べたことのないもの」（高級な果物など）がごほうびとして与えられる。
- 『シルシルミシルさんデー』同様、VTR内でくりぃむやゲストを弄るほか、最後に「（特定のパネラーに対して）当然知ってますよね？」と煽ることがある。特に、上田に対しては、VTR内の架空本のタイトルネタにされたり、意味不明な功績（もちろん架空の）でハナタカ家から弄られる。
- 他に以下のようなコーナーがある。
  - 実演ハナタカ:生活の裏ワザの類について、ゲストがスタジオに用意された物を使って実演する。
  - ハナータッカー:ハリー・ポッター風の出で立ちのクイズ王が、ロケをしながら雑学を披露する。
- 『トリビアの泉 〜素晴らしきムダ知識〜』や『得する人損する人』などの雑学関係を内容としている番組で以前に紹介されたものと同じ内容を題材として扱うことがある。

## 出演
MC
- くりぃむしちゅー（上田晋也、有田哲平）
- 山本雪乃（テレビ朝日アナウンサー）

※安藤萌々（テレビ朝日アナウンサー）
VTR
- 斉藤暁（父役・2017年～）

実演ハナタカ解説（不定期）
- 橋本由愛子（武蔵野大学講師） -家庭科
- 北沢善一 -科学

ハナータッカー（不定期）
- 天明麻衣子
- 伊沢拓司

ナレーター
- 斉藤茂一
- 十倉新吾（エイトブリッジの別府ともひこが出演するコーナーのみ担当）

## 放送リスト

### 日曜19時台
| 1      | 4月5日   | 大久保佳代子（オアシズ）、六代目桂文枝、菊地亜美、瀬川瑛子 高橋茂雄（サバンナ）、柳沢慎吾、優木まおみ                                  | 2時間半SP （18:30 - 20:54） |
| 2      | 4月26日  | 石原良純、ウーマンラッシュアワー、大和田伸也、菊池桃子、重盛さと美 武田修宏、東尾理子、ラフルアー宮澤エマ                              | 2時間SP （18:57 - 20:54）   |
| 3      | 5月10日  | あき竹城、伊集院光、蛭子能収、小島瑠璃子、鈴木奈々 中山秀征、夏菜、平成ノブシコブシ                                                    | 2時間SP （18:57 - 20:54）   |
| 4      | 5月24日  | 伊吹吾郎、クリス松村、児嶋一哉（アンジャッシュ）、柴田理恵、神保悟志 中田有紀、ハリセンボン、渡辺美優紀（NMB48・AKB48）                |                             |
| 5      | 5月31日  | 指原莉乃（HKT48）、柴田理恵、パンサー、船越英一郎、北斗晶 ホラン千秋、山下真司                                                         |                             |
| 6      | 6月14日  | 岡江久美子、北山宏光（Kis-My-Ft2）、釈由美子、関根勤、富永美樹 斉藤慎二（ジャングルポケット）、濱口優（よゐこ）、的場浩司、山田菜々    |                             |
| 7      | 7月5日   | 西川きよし、山村紅葉、井森美幸、丸岡いずみ、ピース、SHELLY、新井恵理那、兒玉遥（HKT48・AKB48）                                         | 2時間SP （18:57 - 20:54）   |
| 8      | 7月19日  | 遠藤憲一、羽鳥慎一、ハイヒールモモコ（ハイヒール）、高田延彦、小籔千豊、潮田玲子、浅田舞、菅田将暉、神宮寺勇太（Mr.King vs Mr.Prince） | 3時間SP （18:57 - 21:56）   |
| 9      | 8月16日  | 高田純次、吉川美代子、山瀬まみ、有野晋哉（よゐこ）、ケンドーコバヤシ、武井壮、平愛梨、指原莉乃（HKT48）、佐野ひなこ                    |                             |
| 10     | 8月30日  | 麻生祐未、藤田朋子、髙嶋政宏、鈴木浩介、川田裕美、篠山輝信、サバンナ、伊藤萌々香（フェアリーズ）                                       | 2時間SP （18:57 - 20:54）   |
| 11     | 10月4日  | 峰竜太、太川陽介、松本伊代、岡田圭右（ますだおかだ）、富永美樹、遼河はるひ、秋山竜次（ロバート）、松井玲奈、竹内涼真                   | 2時間SP （18:57 - 20:54）   |
| 12     | 10月18日 | 千葉雄大、長嶋一茂、中村静香、NON STYLE、宮本隆治、八代亜紀、山本美月、LINA                                                            | 2時間SP （18:57 - 20:54）   |
| 13     | 10月25日 | 武田鉄矢、ヒロミ、森尾由美、篠原信一、サンドウィッチマン、森麻季、鈴木ちなみ、竜星涼                                                   | 2時間SP （18:57 - 20:54）   |
| 14     | 11月29日 | 松崎しげる、高畑淳子、薬丸裕英、友近、千鳥、中越典子、内田理央、峯岸みなみ（AKB48）                                                    | 2時間SP （18:57 - 20:54）   |
| 特別編 | 12月19日 | 市川紗椰、瀬川瑛子、高橋茂雄（サバンナ）、渡辺正行                                                                                     | 16:30 - 17:25               |
| 15     | 12月20日 | 六代目桂文枝、IKKO、おおたわ史絵、佐藤弘道、山瀬まみ、ハリセンボン、羽田圭介、市川美織（NMB48）                                        | 2時間SP （18:57 - 20:45）   |

| 16 | 1月17日 | 尾木直樹、小島慶子、押切もえ、川合俊一、田村亮（ロンドンブーツ1号2号）、ピース、志田未来、足立梨花                                 | 2時間SP （18:57 - 20:54） |
| 17 | 1月31日 | ウーマンラッシュアワー、大和田獏、桐谷美玲、柴田理恵、高橋ひとみ、高畑裕太、ビビる大木、宮澤エマ                                   |                           |
| 18 | 2月28日 | 田山涼成、石原良純、三田寛子、伊集院光、武井壮、吉村崇（平成ノブシコブシ）、皆藤愛子、渡辺直美、金子理江（LADYBABY）               | 2時間SP （18:57 - 20:54） |
| 19 | 3月13日 | 六代目三遊亭円楽、六平直政、真琴つばさ、ケンドーコバヤシ、秋山竜次（ロバート）、藤本美貴、北川景子、鈴木勝大、秋元真夏（乃木坂46） | 2時間SP （18:57 - 20:54） |
| 20 | 3月27日 | 渡辺正行、かとうかず子、羽田美智子、大久保佳代子、坂下千里子、森本稀哲、中越典子、向井慧（パンサー）、宮脇咲良（HKT48・AKB48）     | 2時間SP （18:57 - 20:54） |
| 21 | 4月24日 | 金田明夫、内藤剛志、岡江久美子、千原ジュニア、トレンディエンジェル、栗山千明、佐藤ありさ、北原里英（NGT48）                        | 2時間SP （18:57 - 20:54） |
| 22 | 5月8日  | ラサール石井、柴田理恵、石塚英彦、岸博幸、小籔千豊、ビビる大木、優木まおみ、横澤夏子、峯岸みなみ（AKB48）                          | 2時間SP （18:57 - 20:54） |
| 23 | 5月22日 | 西川きよし、瀬川瑛子、森永卓郎、松本伊代、小島慶子、小籔千豊、井上裕介（NON STYLE）、高山一実（乃木坂46）、佐藤エリ                | 2時間SP （18:57 - 20:54） |
| 24 | 6月5日  | 関根勤、高田延彦、三田寛子、久保純子、ケンドーコバヤシ、斉藤慎二（ジャングルポケット）、祥子、ホラン千秋、小島瑠璃子               | 2時間SP （18:57 - 20:54） |
| 25 | 6月12日 | 宮本隆治、長嶋一茂、鈴木砂羽、ビビる大木、ハリセンボン、潮田玲子、高畑裕太、伊藤萌々香（フェアリーズ）                             |                           |
| 26 | 6月19日 | 八代亜紀、東国原英夫、やくみつる、草野満代、オアシズ、小峠英二（バイきんぐ）、中尾明慶、小池美由                                   |                           |
| 27 | 7月3日  | 片岡鶴太郎、おおたわ史絵、鈴木浩介、米倉涼子、秋山竜次（ロバート）、ウーマンラッシュアワー、平愛梨、佐野ひなこ                     | 2時間SP （18:57 - 20:54） |
| 28 | 7月10日 | 生島ヒロシ、紺野美沙子、高嶋政宏、伊集院光、井森美幸、千鳥、三戸なつめ、小芝風花                                                   | 1分縮小 （18:57 - 19:57） |
| 29 | 8月7日  | 蛭子能収、石原良純、丸岡いずみ、篠原信一、武井壮、高橋茂雄（サバンナ）、新井恵理那、横澤夏子、古畑星夏                             |                           |
| 30 | 8月21日 | 松木安太郎、石原良純、篠原信一、スピードワゴン、優木まおみ、皆藤愛子、西脇彩華                                                     |                           |
| 31 | 9月4日  | 渡辺正行、柴田理恵、齋藤孝、羽鳥慎一、富永美樹、トレンディエンジェル、SHELLY、大川藍                                               | 2時間SP （18:57 - 20:54） |
| 32 | 9月25日 | 瀬川瑛子、大和田獏、岸博幸、中山秀征、高橋茂雄（サバンナ）、ハリセンボン、脊山麻理子、堀田茜                                       | 2時間SP （18:57 - 20:54） |

### 木曜19時台
| 33 | 10月13日 | 宮本隆治、生瀬勝久、三田寛子、馬場典子、米倉涼子、トレンディエンジェル、ホラン千秋、椎木里佳                     | 2時間SP （19:00 - 20:54）。 |
| 34 | 10月20日 | 内藤剛志、紺野美沙子、森尾由美、伊集院光、優木まおみ、指原莉乃（HKT48）                                          |                             |
| 35 | 11月3日  | 北村晴男、石原良純、IKKO、大久保佳代子、川田裕美、宮澤エマ                                                       |                             |
| 36 | 11月10日 | ラサール石井、松本伊代、長嶋一茂、ケンドーコバヤシ、小島慶子、加藤諒                                             |                             |
| 37 | 11月17日 | 吉川美代子、やくみつる、石原良純、小籔千豊、上田まりえ、岡本玲                                                   |                             |
| 38 | 11月24日 | 高橋英樹、生島ヒロシ、菊池桃子、トレンディエンジェル、SHELLY、福原遥                                             |                             |
| 39 | 12月1日  | 大和田獏、高田延彦、草野満代、小籔千豊、坂下千里子、朝比奈彩                                                     |                             |
| 40 | 12月8日  | 岡江久美子、長嶋一茂、木佐彩子、武井壮、柳原可奈子、谷まりあ                                                     |                             |
| 41 | 12月15日 | 瀬川瑛子、東国原英夫、松本伊代、伊集院光、ビビる大木、久松郁実                                                   |                             |
| 42 | 12月22日 | 宮本隆治、紺野美沙子、生瀬勝久、富永美樹、博多大吉（博多華丸・大吉）、小籔千豊、内田有紀、優木まおみ、小島瑠璃子 | 2時間SP （19:00 - 20:54）   |

| 43 | 1月12日  | 瀬川瑛子、三浦友和、齋藤孝、大久保佳代子（オアシズ）、SHELLY、工藤阿須加                         |                             |
| 44 | 1月19日  | やくみつる、ケンドーコバヤシ、小島慶子、水野美紀、中丸雄一、足立梨花                             |                             |
| 45 | 1月26日  | 尾木直樹、名取裕子、松本伊代、伊集院光、向井彗（パンサー）、指原莉乃（HKT48）                    |                             |
| 46 | 2月2日   | 辰巳琢郎、柴田理恵、伊集院光、篠原信一、SHELLY、相楽樹                                           |                             |
| 47 | 2月9日   | ラサール石井、柴田理恵、石原良純、千鳥、指原莉乃（HKT48）                                        |                             |
| 48 | 2月16日  | 高橋英樹、高橋真麻、石原良純、伊集院光、いとうあさこ、堀田茜                                     |                             |
| 49 | 2月23日  | 西川きよし、岡江久美子、丸岡いずみ、ピース、小島瑠璃子                                           |                             |
| 50 | 3月2日   | 北村晴男、菊池桃子、小島慶子、トレンディエンジェル、指原莉乃（HKT48）                            |                             |
| 51 | 3月9日   | 渡辺正行、古田敦也、三田寛子、指原莉乃、博多大吉（博多華丸・大吉）、川田裕美                     | [ 注 6 ]                    |
| 52 | 3月16日  | 大和田獏、吉川美代子、北斗晶、ビビる大木、加藤諒、指原莉乃（HKT48）                              |                             |
| 53 | 3月23日  | 宮本隆治、石原良純、IKKO、伊集院光、SHELLY、福原遥                                               | 6分縮小 （19:00 - 19:54）。 |
| 54 | 4月6日   | 佐野史郎、紺野美沙子、長嶋一茂、小籔千豊、優木まおみ、小島瑠璃子                                 | 6分縮小 （19:00 - 19:54）。 |
| 55 | 4月13日  | 内藤剛志、柴田理恵、伊集院光、ケンドーコバヤシ、武井壮、小島瑠璃子                               |                             |
| 56 | 4月27日  | 生島ヒロシ、森尾由美、高嶋政伸、小籔千豊、SHELLY、内田理央                                       |                             |
| 57 | 5月4日   | 内藤剛志、斉藤由貴、伊集院光、大久保佳代子、ケンドーコバヤシ、ビビる大木、足立梨花               |                             |
| 58 | 5月11日  | 石原良純、伊集院光、富永美樹、坂下千里子、トレンディエンジェル、指原莉乃（HKT48）                |                             |
| 59 | 5月18日  | 柴田理恵、石原良純、伊集院光、いとうあさこ、千鳥、伊藤萌々香                                     |                             |
| 60 | 5月25日  | 吉川美代子、ラサール石井、高田延彦、博多大吉（博多華丸・大吉）、坂下千里子、岡本玲               |                             |
| 61 | 6月1日   | 瀬川瑛子、大和田獏、やくみつる、博多大吉（博多華丸・大吉）、大久保佳代子（オアシズ）、指原莉乃   |                             |
| 62 | 6月8日   | 岡江久美子、石原良純、北斗晶、伊集院光、坂下千里子、柴田阿弥                                     |                             |
| 63 | 6月15日  | 大和田獏、石原良純、北斗晶、ケンドーコバヤシ、優木まおみ、吉本実憂                               |                             |
| 64 | 6月22日  | 宮本隆治、柴田理恵、長嶋一茂、伊集院光、SHELLY、堀田茜                                           |                             |
| 65 | 6月29日  | 柴田理恵、紺野美沙子、ケンドーコバヤシ、博多大吉（博多華丸・大吉）、石原良純、指原莉乃           | データ放送。                |
| 66 | 7月6日   | 髙嶋政宏、三田寛子、博多大吉（博多華丸・大吉）、ケンドーコバヤシ、坂下千里子、塚本高史           |                             |
| 67 | 7月13日  | 大久保佳代子、小籔千豊、高橋英樹、高橋真麻、戸田恵子、足立梨花                                   |                             |
| 68 | 7月27日  | 徳光和夫、伊集院光、富永美樹、大久保佳代子、山崎育三郎、伊藤萌々香（フェアリーズ）               |                             |
| 69 | 8月3日   | 武井咲、高嶋政伸、古田敦也、草野仁、坂下千里子、ゆりやんレトリィバァ                             |                             |
| 70 | 8月10日  | 柴田理恵、石原良純、伊集院光、ケンドーコバヤシ、小籔千豊、指原莉乃                               |                             |
| 71 | 8月17日  | 柴田理恵、菊池桃子、トレンディエンジェル、博多大吉（博多華丸・大吉）、村上幸子（森三中）、SHELLY |                             |
| 72 | 8月24日  | 吉川美代子、ラサール石井、石原良純、博多大吉（博多華丸・大吉）。ケンドーコバヤシ、小島瑠璃子     |                             |
| 73 | 9月7日   | 高橋英樹、高橋真麻、石原良純、北斗晶、博多大吉（博多華丸・大吉）、指原莉乃                       |                             |
| 74 | 9月14日  | 高橋英樹、高橋真麻、北斗晶、伊集院光、ケンドーコバヤシ、SHELLY                                   |                             |
| 75 | 9月21日  | 宮本隆治、柴田理恵、石原良純、伊集院光、大久保佳代子（オアシズ）、ケンドーコバヤシ、佐藤エリ     |                             |
| 76 | 9月28日  | 石原良純、伊集院光、羽田美智子、ケンドーコバヤシ、、武井壮、坂下千里子、指原莉乃                 |                             |
| 77 | 10月5日  | 高橋克実、伊集院光、いとうあさこ、博多大吉（博多華丸・大吉）、三浦春馬、朝比奈彩                 |                             |
| 78 | 10月12日 | 遠藤憲一、石原良純、北斗晶、ケンドーコバヤシ、米倉涼子、小島瑠璃子                               | 2時間SP （19:00 - 20:54）   |
| 79 | 10月19日 | 内藤剛志、紺野美沙子、博多大吉（博多華丸・大吉）、ケンドーコバヤシ、指原莉乃                     |                             |
| 80 | 10月26日 | 石原良純、博多大吉（博多華丸・大吉）、土田晃之、SHELLY、志田未来                                 |                             |
| 81 | 11月2日  | 高橋英樹、高橋真麻、博多大吉（博多華丸・大吉）、坂下千里子、ケンドーコバヤシ                     |                             |
| 82 | 11月9日  | 柴田理恵、長嶋一茂、伊集院光、高橋茂雄（サバンナ）、高橋真麻                                     |                             |
| 83 | 11月16日 | 柴田理恵、伊集院光、トレンディエンジェル、岡本玲                                                 |                             |
| 84 | 11月23日 | 石原良純、菊池桃子、伊集院光、ケンドーコバヤシ、柴田阿弥                                         |                             |
| 85 | 11月30日 | 石原良純、北斗晶、伊集院光、博多大吉（博多華丸・大吉）、SHELLY 新井恵理那                        |                             |
| 86 | 12月14日 | 宮本隆治、勝村政信、北斗晶、伊集院光、博多大吉（博多華丸・大吉）、小島瑠璃子                     |                             |
| 87 | 12月21日 | 大和田獏、北斗晶、伊集院光、ケンドーコバヤシ、SHELLY                                             |                             |

| 88  | 1月4日   | 伊藤蘭、沢村一樹、北斗晶、伊集院光、小籔千豊、柴田阿弥                                                                   | 2時間SP （19:00 - 21:00）                      |
| 89  | 1月11日  | 高橋英樹、高橋真麻、伊集院光、伊藤淳史、ケンドーコバヤシ、堀田茜                                                         |                                                |
| 90  | 1月18日  | 柳葉敏郎、伊集院光、土田晃之、高橋真麻、菜々緒、伊藤萌々香                                                               | 6分縮小 （19:00 - 19:54）                      |
| 91  | 1月25日  | 三田寛子、伊集院光、大久保佳代子、ケンドーコバヤシ、仲里依紗、新井恵理那                                                 |                                                |
| 92  | 2月1日   | 吉川美代子、伊集院光、八嶋智人、トレンディエンジェル、小島瑠璃子                                                         |                                                |
| 93  | 2月8日   | 長嶋一茂、森尾由美、小籔千豊、坂下千里子、柴田阿弥                                                                       |                                                |
| 94  | 2月15日  | 紺野美沙子、高橋克実、いとうあさこ、ケンドーコバヤシ、朝比奈彩                                                           |                                                |
| 95  | 2月22日  | 宮本隆治、生瀬勝久、菊池桃子、大島美幸（森三中）、斎藤司（トレンディエンジェル）、伊藤萌々香                             |                                                |
| 96  | 3月1日   | やくみつる、長嶋一茂、伊集院光、小島奈津子、武井壮、足立梨花                                                             |                                                |
| 97  | 3月8日   | 柴田理恵、高田延彦、伊集院光、八嶋智人、博多大吉（博多華丸・大吉）、柴田阿弥                                             |                                                |
| 98  | 3月15日  | 柴田理恵、石原良純、銀シャリ、福士蒼汰、小島瑠璃子                                                                       |                                                |
| 99  | 3月29日  | 宮本隆治、吉川美代子、柴田理恵、石原良純、伊集院光、大久保佳代子（オアシズ）、高橋茂雄（サバンナ）、高橋真麻、伊藤萌々香 | 3時間SP （19:00 - 21:48）                      |
| 100 | 4月12日  | 内藤剛志、石原良純、北斗晶、伊集院光、安達祐実、堀田茜                                                                   | この回から直前番組との接続をステブレレスに変更 |
| 101 | 4月19日  | 遠藤憲一、北斗晶、伊集院光、ケンドーコバヤシ、松岡昌宏、指原莉乃                                                         |                                                |
| 102 | 4月26日  | 柴田理恵、石原良純、小籔千豊、斎藤司（トレンディエンジェル）、田中圭、新井恵理那                                         |                                                |
| 103 | 5月3日   | 北村晴男、岡江久美子、長嶋一茂、伊集院光、ケンドーコバヤシ、佐藤エリ                                                     |                                                |
| 104 | 5月10日  | 石原良純、三田寛子、伊集院光、ケンドーコバヤシ、高橋真麻、志田未来                                                       |                                                |
| 105 | 5月17日  | やくみつる、北斗晶、伊集院光、いとうあさこ、ケンドーコバヤシ、小島瑠璃子                                                 |                                                |
| 106 | 5月24日  | 八代亜紀、石原良純、伊集院光、大島美幸（森三中）、小島瑠璃子                                                             |                                                |
| 107 | 5月31日  | 柴田理恵、石原良純、伊集院光、大久保佳代子、堀田茜                                                                       |                                                |
| 108 | 6月7日   | 北村晴男、遠藤憲一、北斗晶、伊集院光、ケンドーコバヤシ、岡本玲                                                           |                                                |
| 109 | 6月14日  | 柴田理恵、石原良純、伊集院光、坂下千里子、指原莉乃                                                                       |                                                |
| 110 | 7月12日  | 戸田恵子、伊集院光、長嶋一茂、高橋真麻、星野みなみ                                                                       |                                                |
| 111 | 7月19日  | 石原良純、北斗晶、小籔千豊、綾野剛、新井恵理那                                                                           |                                                |
| 112 | 7月26日  | 吉川美代子、柴田理恵、石原良純、北斗晶、小籔千豊、柴田阿弥                                                               |                                                |
| 113 | 8月2日   | 柴田理恵、石原良純、伊集院光、ケンドーコバヤシ、高橋真麻                                                                 |                                                |
| 114 | 8月16日  | 岡江久美子、古田敦也、伊集院光、大久保佳代子、小島瑠璃子                                                                 |                                                |
| 115 | 8月23日  | 柴田理恵、長嶋一茂、伊集院光、ハリセンボン                                                                               |                                                |
| 116 | 8月30日  | 吉川美代子、やくみつる、伊集院光、小籔千豊、堀田茜                                                                       |                                                |
| 117 | 9月6日   | 石原良純、三田寛子、坂下千里子、秋山竜次（ロバート）、柴田阿弥                                                           |                                                |
| 118 | 9月13日  | 宮本隆治、柴田理恵、ケンドーコバヤシ、大島美幸（森三中）、指原莉乃                                                       |                                                |
| 119 | 10月11日 | 米倉涼子、小日向文世、吉川美代子、カンニング竹山、横粂勝仁、高橋真麻、小島瑠璃子                                         | 2時間SP （19:00 - 20:54）                      |
| 120 | 10月18日 | 石原良純、北斗晶、伊集院光、いとうあさこ、SHELLY                                                                         |                                                |
| 121 | 10月25日 | 石原良純、伊集院光、千原ジュニア、広末涼子、新井恵理那                                                                   |                                                |
| 122 | 11月8日  | 宮本隆治、北斗晶、伊集院光、中村仁美、柴田阿弥                                                                           |                                                |
| 123 | 11月15日 | 柴田理恵、高田延彦、伊集院光、小籔千豊、岡本玲                                                                           |                                                |
| 124 | 11月22日 | 石原良純、北斗晶、SHELLY、カズレーザー、宮本茉由                                                                         |                                                |
| 125 | 11月29日 | 紺野美沙子、石原良純、大島美幸（森三中）、カズレーザー、指原莉乃                                                         |                                                |
| 126 | 12月6日  | 石原良純、森尾由美、伊集院光、中村仁美、小島瑠璃子                                                                       |                                                |
| 127 | 12月13日 | 柴田理恵、小籔千豊、向井理、横粂勝仁、新井恵理那                                                                         |                                                |

| 128 | 1月10日  | 沢村一樹、武田鉄矢、伊集院光、ハリセンボン                                         |                             |
| 129 | 1月17日  | 野村周平、志田未来、石原良純、北斗晶、カンニング竹山                               |                             |
| 130 | 1月24日  | 石原良純、長嶋一茂、伊集院光、ケンドーコバヤシ、SHELLY                             |                             |
| 131 | 1月31日  | 萬田久子、石原良純、伊集院光、小籔千豊、SHELLY                                     |                             |
| 132 | 2月7日   | やくみつる、北斗晶、カンニング竹山、高橋真麻、柴田阿弥                             |                             |
| 133 | 2月14日  | 石原良純、北斗晶、伊集院光、SHELLY、カズレーザー                                   |                             |
| 134 | 2月21日  | 柴田理恵、石原良純、千原ジュニア、中村仁美、堀田茜                                 |                             |
| 135 | 2月28日  | 宮本隆治、北斗晶、伊集院光、小籔千豊、広瀬アリス                                   |                             |
| 136 | 3月7日   | 石原良純、長嶋一茂、大久保佳代子、ケンドーコバヤシ、SHELLY                         |                             |
| 137 | 3月14日  | 石原良純、長嶋一茂、指原莉乃、北斗晶、カンニング竹山、小籔千豊                     |                             |
| 138 | 3月28日  | 吉川美代子、生瀬勝久、伊集院光、ケンドーコバヤシ、伊藤淳史、SHELLY                 |                             |
| 139 | 4月18日  | 石原良純、カンニング竹山、松岡昌宏、中村仁美、川栄李奈                             |                             |
| 140 | 4月25日  | 森昌子、石原良純、伊集院光、ケンドーコバヤシ、SHELLY                               |                             |
| 141 | 5月2日   | 石原良純、北斗晶、カンニング竹山、向井慧（パンサー）、佐藤エリ                     |                             |
| 142 | 5月9日   | 長嶋一茂、北斗晶、伊集院光、ケンドーコバヤシ、高橋真麻                             |                             |
| 143 | 5月16日  | 長嶋一茂、北斗晶、伊集院光、ケンドーコバヤシ、SHELLY                               |                             |
| 144 | 5月23日  | 柳葉敏郎、石原良純、カンニング竹山、坂下千里子、柴田阿弥                           |                             |
| 145 | 5月30日  | 小日向文世、北斗晶、伊集院光、千原ジュニア、指原莉乃                               |                             |
| 146 | 6月6日   | 石原良純、三田寛子、カンニング竹山、大久保佳代子、小島瑠璃子                       |                             |
| 147 | 6月13日  | 石原良純、北斗晶、天海祐希、伊集院光、大島美幸（森三中）、高橋真麻、SHELLY         | 2時間SP （19:00 - 20:54）   |
| 148 | 6月27日  | 紺野美沙子、北斗晶、伊集院光、カンニング竹山、大久保佳代子、堀田茜                 |                             |
| 149 | 7月4日   | 柴田理恵、石原良純、伊集院光、カンニング竹山、柴田阿弥                             |                             |
| 150 | 7月11日  | 仲村トオル、長嶋一茂、北斗晶、ケンドーコバヤシ、新井恵理那                         |                             |
| 151 | 7月18日  | 石原良純、北斗晶、カンニング竹山、指原莉乃                                         |                             |
| 152 | 7月25日  | 柴田理恵、長嶋一茂、SHELLY、間宮祥太朗                                             | 6分縮小 （19:00 - 19:54）。 |
| 153 | 8月1日   | 柴田理恵、石原良純、千原ジュニア、岡田結実                                         |                             |
| 154 | 8月8日   | 古田敦也、北斗晶、カンニング竹山、新井恵理那                                       |                             |
| 155 | 8月15日  | 柴田理恵、長嶋一茂、大久保佳代子、SHELLY、堀田茜                                   |                             |
| 156 | 8月22日  | 石原良純、北斗晶、三宅健（当時V6）、Mr.シャチホコ                                  |                             |
| 157 | 8月29日  | 柴田理恵、石原良純、伊集院光、SHELLY 夏菜                                          |                             |
| 158 | 9月5日   | 石原良純、IKKO、カンニング竹山、池田美優                                           |                             |
| 159 | 9月12日  | 武田鉄矢、柴田理恵、いとうあさこ、SHELLY 山田涼介                                  | 2時間SP （19:00 - 20:54）   |
| 160 | 9月26日  | 石原良純、三田寛子、カンニング竹山、岡本玲                                         |                             |
| 161 | 10月3日  | 柴田理恵、長嶋一茂、光浦靖子（オアシズ）、高橋茂雄（サバンナ）、SHELLY             |                             |
| 162 | 10月17日 | 石原良純、北斗晶、内田有紀、SHELLY、濵田崇裕（ジャニーズWEST）                     |                             |
| 163 | 10月24日 | 柴田理恵、長嶋一茂、カンニング竹山、鈴木紗理奈、池田美優                           |                             |
| 164 | 11月7日  | 石原良純、三田寛子、カンニング竹山、新井恵理那                                     |                             |
| 165 | 11月14日 | 高橋克実、北斗晶、ケンドーコバヤシ、SHELLY                                         |                             |
| 166 | 11月21日 | 長嶋一茂、伊集院光、北斗晶、指原莉乃                                               |                             |
| 167 | 11月28日 | 柴田理恵、石原良純、カンニング竹山、池山美優                                       |                             |
| 168 | 12月5日  | 長嶋一茂、菊池桃子、カンニング竹山、SHELLY                                         |                             |
| 169 | 12月12日 | 柴田理恵、伊集院光、大久保佳代子、チョコレートプラネット                           |                             |
| 170 | 12月19日 | 石原良純、北斗晶、カンニング竹山、堀田茜                                           |                             |
| 171 | 12月26日 | 柴田理恵、石原良純、鈴木杏樹、大久保佳代子、藤井流星（ジャニーズWEST）、藤田ニコル | 2時間SP （19:00 - 21:00）   |

| 172 | 1月9日   | 岡江久美子、石原良純、大久保佳代子、SHELLY                               | 6分縮小 （19:00 - 19:54）   |
| 173 | 1月16日  | 柴田理恵、長嶋一茂、カンニング竹山、池田美優                             |                             |
| 174 | 1月23日  | 柴田理恵、長嶋一茂、カンニング竹山、SHELLY                               |                             |
| 175 | 1月30日  | 石原良純、光浦靖子、SHELLY、浜辺美波                                     |                             |
| 176 | 2月6日   | 柴田理恵、長嶋一茂、千原ジュニア、池田美優                               |                             |
| 177 | 2月13日  | 石原良純、IKKO、カンニング竹山、SHELLY                                   |                             |
| 178 | 2月20日  | 石原良純、カンニング竹山、指原莉乃、ガンバレルーヤ                       |                             |
| 179 | 2月27日  | 柴田理恵、長嶋一茂、SHELLY、小瀧望（ジャニーズWEST）                     |                             |
| 180 | 3月12日  | 吉川美代子、長嶋一茂、カンニング竹山、池田美優                           |                             |
| 181 | 3月19日  | 柴田理恵、長嶋一茂、SHELLY、神山智洋（ジャニーズWEST）                   |                             |
| 182 | 3月26日  | 石原良純、三田寛子、黒沢かずこ（森三中）、カンニング竹山、SHELLY         |                             |
| 183 | 4月9日   | 内藤剛志、柴田理恵、チョコレートプラネット、池田美優                     |                             |
| 184 | 4月16日  | 柴田理恵、長嶋一茂、SHELLY、間宮祥太朗                                   | 6分縮小 （19:00 - 19:54）。 |
| 185 | 4月23日  | 名取裕子、石原良純、カンニング竹山、伊野尾慧（Hey! Say! JUMP）、池田美優 |                             |
| 186 | 4月30日  | （なし）                                                                 |                             |
| 187 | 5月7日   | （なし）                                                                 |                             |
| 188 | 5月14日  | （なし）                                                                 |                             |
| 189 | 5月21日  | 柴田理恵、長嶋一茂                                                       |                             |
| 190 | 5月28日  | カンニング竹山、池田美優                                                 |                             |
| 191 | 6月4日   | 柴田理恵、長嶋一茂、SHELLY                                               |                             |
| 192 | 6月11日  | 石原良純、カンニング竹山、池田美優                                       |                             |
| 193 | 6月18日  | 柴田理恵、長嶋一茂、池田美優                                             | 6分縮小 （19:00 - 19:54）   |
| 194 | 6月25日  | 石原良純、カンニング竹山、SHELLY                                         |                             |
| 195 | 7月2日   | 柴田理恵、長嶋一茂、SHELLY                                               |                             |
| 196 | 7月9日   | 石原良純、カンニング竹山、堀田茜                                         |                             |
| 197 | 7月23日  | 柴田理恵、石原良純、カンニング竹山、SHELLY                               |                             |
| 198 | 7月30日  | 長嶋一茂、光浦靖子、大島美幸、池田美優                                   | 15分拡大 （18:45 - 20:00）  |
| 199 | 8月6日   | 柴田理恵、長嶋一茂、波瑠、フワちゃん                                     |                             |
| 200 | 8月13日  | 石原良純、カンニング竹山、ガンバレルーヤ                                 |                             |
| 201 | 8月20日  | 柴田理恵、長嶋一茂、カンニング竹山、生見愛瑠                             |                             |
| 202 | 8月27日  | 柴田理恵、カンニング竹山、池田美優、中間淳太（ジャニーズWEST）           |                             |
| 203 | 9月3日   | 石原良純、カンニング竹山、SHELLY、堀田茜                                 |                             |
| 204 | 9月10日  | 柴田理恵、長嶋一茂、SHELLY、チョコレートプラネット、池田美優             | 2時間SP （19:00 - 20:54）   |
| 205 | 9月24日  | 柴田理恵、高橋克典、長嶋一茂、鈴木紗理奈、池田美優                       |                             |
| 206 | 10月1日  | 石原良純、カンニング竹山、佐藤隆太、星野真里、SHELLY                     |                             |
| 207 | 10月15日 | 柴田理恵、長嶋一茂、和牛、SHELLY                                         | この回から18:45開始         |
| 208 | 10月22日 | 石原良純、カンニング竹山、木村文乃、池田美優                             |                             |
| 209 | 10月29日 | 柴田理恵、長嶋一茂、小籔千豊、SHELLY、西畑大吾（なにわ男子）             |                             |
| 210 | 11月5日  | 石原良純、カンニング竹山、大久保佳代子、中島健人（Sexy Zone）、池田美優  |                             |
| 211 | 11月12日 | 長嶋一茂、カンニング竹山、SHELLY 生見愛瑠                                |                             |
| 212 | 11月19日 | 石原良純、オアシズ、新井恵理那                                           |                             |
| 213 | 11月26日 | 石原良純、カンニング竹山、SHELLY、フワちゃん                             |                             |
| 214 | 12月3日  | 長嶋一茂、カンニング竹山、神山智洋（ジャニーズWEST）、池田美優           |                             |
| 215 | 12月10日 | 柴田理恵、長嶋一茂、小籔千豊、SHELLY                                     |                             |
| 216 | 12月17日 | 石原良純、カンニング竹山、和牛、山之内すず                               |                             |
| 217 | 12月24日 | 長嶋一茂、カンニング竹山、SHELLY、池田美優                               |                             |

| 218 | 1月7日  | 柴田理恵、長嶋一茂、武井咲、チョコレートプラネット                        |                |
| 219 | 1月14日 | 戸田恵子、石原良純、カンニング竹山、SHELLY、池田美優                      |                |
| 220 | 1月21日 | 柴田理恵、カンニング竹山、井浦新、高畑充希                                |                |
| 221 | 1月28日 | 長嶋一茂、小籔千豊、SHELLY、池田美優                                      |                |
| 222 | 2月4日  | 柴田理恵、長嶋一茂、カンニング竹山、土屋太鳳                              |                |
| 223 | 2月18日 | 石原良純、小籔千豊、SHELLY、池田美優                                      |                |
| 224 | 2月25日 | 長嶋一茂、SHELLY、3時のヒロイン                                           |                |
| 225 | 3月4日  | 柴田理恵、石原良純、ミキ、池田美優                                        |                |
| 226 | 3月11日 | 長嶋一茂、カンニング竹山、SHELLY、ラランド                                |                |
| 227 | 3月18日 | 石原良純、カンニング竹山、SHELLY、池田美優                                |                |
| 228 | 4月1日  | 長嶋一茂、井ノ原快彦、SHELLY、池田美優                                    |                |
| 229 | 4月8日  | 長嶋一茂、柴田理恵、カンニング竹山、瀧本美織                              |                |
| 230 | 4月22日 | 柴田理恵、小籔千豊、広末涼子、横山裕（関ジャニ∞）、チョコレートプラネット |                |
| 231 | 4月29日 | 石原良純、SHELLY、ミキ、池田美優                                          |                |
| 232 | 5月13日 | 柴田理恵、長嶋一茂、カンニング竹山、池田美優                              |                |
| 233 | 5月20日 | 石原良純、SHELLY、若槻千夏、ミキ                                          |                |
| 234 | 5月27日 | 石原良純、柴田理恵、SHELLY、古坂大魔王                                    |                |
| 235 | 6月3日  | 長嶋一茂、カンニング竹山、矢田亜希子、丸山桂里奈                          |                |
| 236 | 6月10日 | 長嶋一茂、小籔千豊、SHELLY、生見愛瑠                                      |                |
| 237 | 6月17日 | カンニング竹山、3時のヒロイン、池田美優                                   |                |
| 238 | 6月24日 | 高橋克典、カンニング竹山、SHELLY、池田美優                                |                |
| 239 | 7月1日  | 柴田理恵、SHELLY、間宮祥太朗、ラランド                                    |                |
| 240 | 7月8日  | 長嶋一茂、天海祐希、カンニング竹山、新井恵理那                            |                |
| 241 | 7月14日 | 柴田理恵、長嶋一茂、若槻千夏、久間田琳加                                  |                |
| 242 | 7月21日 | 柴田理恵、滝藤賢一、ミキ、池田美優                                        |                |
| 243 | 8月5日  | 柴田理恵、石原良純、SHELLY、生見愛瑠                                      |                |
| 244 | 8月12日 | 柴田理恵、長嶋一茂、カンニング竹山、ニューヨーク、池田美優                |                |
| 245 | 8月19日 | 長嶋一茂、カンニング竹山、SHELLY、生見愛瑠                                |                |
| 246 | 8月26日 | 柴田理恵、長嶋一茂、カンニング竹山、池田美優                              |                |
| 247 | 9月9日  | 柴田理恵、長嶋一茂、カンニング竹山、ミキ、池田美優                        |                |
| 248 | 9月16日 | 柴田理恵、長嶋一茂、石原良純、カンニング竹山、SHELLY、池田美優            | この回で最終回 |

- 日曜時代は『シルシルミシルさんデー』や『びっくりぃむ』同様、『大改造!!劇的ビフォーアフター』（SEASON II。朝日放送制作）との交互特番などで拡大版だけが多発。2015年5月24日に初めて1時間枠で放送されたが、これは19:58 - 23:10に『ビートたけしの知らないニュース』（『日曜エンターテインメント』）が編成されたためであり、翌週の同年5月31日には初めて『ビフォーアフター』との2本体制で放送された。また6月14日と8月16日も『ビフォーアフター』との2本体制で放送、そして2016年1月31日には2016年初にして半年弱振りの『ビフォーアフター』との2体制、その後同年6月12日と6月19日は1年振りの「2週連続1時間枠」、それも『ビフォーアフター』との2体制では初、次いで8月7日・21日も1時間・2体制となった。なお、2016年7月10日にも1時間枠で放送されたが、これは19:57 - 翌0:10に『選挙ステーション2016』を放送するためであり、しかも通常より1分縮小して放送された。その一方で、『ビフォーアフター』SPやスポーツ中継などで4回連続して放送されなかったのが2度有り、特に2015年9月は1回も放送されなかった。
- 木曜時代は直後に『木曜ミステリー』と『木曜ドラマ』といった、2本の1時間ドラマが編成されている関係上、拡大版は主に改編期のみの放送になった一方、放送休止も減少した。そんな中2018年3月29日には、木曜時代では初の3時間SPを放送、2019年6月13日には、2018年10月11日放送分以来の2時間SPを放送、「2019年」と「『令和』改元後」では初となる。その一方で拡大版は2020年9月10日放送分の2時間SPが最後となり、「開始時刻が18:45」と「2021年」時代は1回も行われなかった。
- 日曜時代は直前の『イチから住 〜前略、移住しました〜』との接続はステブレレス、直後の『ビフォーアフター』との接続はクロスプログラム・ステブレ入りだったが、木曜時代は直前の『スーパーJチャンネル』との接続はクロスプログラム・ステブレ入り、直後の『木曜ミステリー』との接続はステブレレスに、それぞれ変更した（例外も有り）。そして2018年4月12日放送分より『Jチャン』との接続がステブレレスに変更された。

## ネット局
終了時点
| 放送対象地域   | 放送局                          | 系列           | 放送時間                  | ネット状況                                   | 備考       |
| -------------- | ------------------------------- | -------------- | ------------------------- | -------------------------------------------- | ---------- |
| 関東広域圏     | テレビ朝日 (EX)                 | テレビ朝日系列 | 木曜 18:45 - 20:00[注 15] | 【制作局】                                   | 【制作局】 |
| 岩手県         | 岩手朝日テレビ (IAT)            | テレビ朝日系列 | 木曜 18:45 - 20:00[注 15] | 同時フルネット                               |            |
| 福島県         | 福島放送 (KFB)                  | テレビ朝日系列 | 木曜 18:45 - 20:00[注 15] | 同時フルネット                               | [注 16]    |
| 広島県         | 広島ホームテレビ (HOME)         | テレビ朝日系列 | 木曜 18:45 - 20:00[注 15] | 同時フルネット                               | [注 17]    |
| 愛媛県         | 愛媛朝日テレビ (eat)            | テレビ朝日系列 | 木曜 18:45 - 20:00[注 15] | 同時フルネット                               | [注 16]    |
| 熊本県         | 熊本朝日放送 (KAB)              | テレビ朝日系列 | 木曜 18:45 - 20:00[注 15] | 同時フルネット                               |            |
| 北海道         | 北海道テレビ (HTB)              | テレビ朝日系列 | 木曜 19:00 - 20:00        | 同時ネット （19:00飛び乗り）                 | [注 18]    |
| 青森県         | 青森朝日放送 (ABA)              | テレビ朝日系列 | 木曜 19:00 - 20:00        | 同時ネット （19:00飛び乗り）                 |            |
| 宮城県         | 東日本放送 (KHB)                | テレビ朝日系列 | 木曜 19:00 - 20:00        | 同時ネット （19:00飛び乗り）                 |            |
| 山形県         | 山形テレビ (YTS)                | テレビ朝日系列 | 木曜 19:00 - 20:00        | 同時ネット （19:00飛び乗り）                 |            |
| 静岡県         | 静岡朝日テレビ (SATV)           | テレビ朝日系列 | 木曜 19:00 - 20:00        | 同時ネット （19:00飛び乗り）                 | [注 19]    |
| 山口県         | 山口朝日放送 (yab)              | テレビ朝日系列 | 木曜 19:00 - 20:00        | 同時ネット （19:00飛び乗り）                 | [注 20]    |
| 香川県・岡山県 | 瀬戸内海放送 (KSB)              | テレビ朝日系列 | 木曜 19:00 - 20:00        | 同時ネット （19:00飛び乗り）                 | [注 21]    |
| 福岡県         | 九州朝日放送 (KBC)              | テレビ朝日系列 | 木曜 19:00 - 20:00        | 同時ネット （19:00飛び乗り）                 |            |
| 長崎県         | 長崎文化放送 (ncc)              | テレビ朝日系列 | 木曜 19:00 - 20:00        | 同時ネット （19:00飛び乗り）                 |            |
| 大分県         | 大分朝日放送 (OAB)              | テレビ朝日系列 | 木曜 19:00 - 20:00        | 同時ネット （19:00飛び乗り）                 |            |
| 鹿児島県       | 鹿児島放送 (KKB)                | テレビ朝日系列 | 木曜 19:00 - 20:00        | 同時ネット （19:00飛び乗り）                 |            |
| 沖縄県         | 琉球朝日放送 (QAB)              | テレビ朝日系列 | 木曜 19:00 - 20:00        | 同時ネット （19:00飛び乗り）                 | [注 22]    |
| 石川県         | 北陸朝日放送 (HAB)              | テレビ朝日系列 | 木曜 18:45 - 19:54        | 同時ネット （19:54飛び降り）                 |            |
| 秋田県         | 秋田朝日放送 (AAB)              | テレビ朝日系列 | 木曜 19:00 - 19:54        | 同時ネット （19:00飛び乗り＆ 19:54飛び降り） | [注 23]    |
| 新潟県         | 新潟テレビ21 (UX)               | テレビ朝日系列 | 木曜 19:00 - 19:54        | 同時ネット （19:00飛び乗り＆ 19:54飛び降り） |            |
| 長野県         | 長野朝日放送 (abn)              | テレビ朝日系列 | 木曜 19:00 - 19:54        | 同時ネット （19:00飛び乗り＆ 19:54飛び降り） |            |
| 中京広域圏     | 名古屋テレビ (メ〜テレ/NBN)     | テレビ朝日系列 | 木曜 19:00 - 19:54        | 同時ネット （19:00飛び乗り＆ 19:54飛び降り） |            |
| 近畿広域圏     | 朝日放送テレビ (ABC TV）[注 24] | テレビ朝日系列 | 木曜 19:00 - 19:54        | 同時ネット （19:00飛び乗り＆ 19:54飛び降り） |            |
| 富山県         | 北日本放送 (KNB)                | 日本テレビ系列 | 不定期放送                | 遅れネット                                   | 遅れネット |
| 鳥取県・島根県 | 山陰放送（BSS）                 | TBS系列        | 不定期放送                | 遅れネット                                   | 遅れネット |
- 18:45 - 19:00および19:54 - 20:00はローカルセールス枠のため、後者は、通常時は秋田朝日放送・新潟テレビ21・長野朝日放送・北陸朝日放送・メ～テレ・朝日放送テレビに限り（不定期でその他の局も加わる場合あり）、テレビ朝日での終了6分前の19:54で飛び降りとなるため、前述6局と不定期での飛び降り局に配慮して19:54より前にスタッフロールを流し一応のエンディングとしているが、そのあとも20:00まで内容を追加する形で本編が継続されていた。
- テレビ朝日以外の同時フルネット局が臨時に19:54飛び降りとすることがある一方、逆に通常時19:54に飛び降りる上記6局が臨時フルネットとすることがあった。
- 2017年3月以降、20時台 - 21時台に『ミステリースペシャル』が編成される場合、20:00 - 21:48枠の時は、上記の通り一部地域で19:54 - 20:00枠は放送されないが、20:00 - 21:54枠の時は20:54 - 21:00の『世界の街道をゆく』を19:54 - 20:00に繰り上げるため、全局19:54終了となった。

放送日時の変遷
| 放送期間   | 放送期間   | 放送日時                   |
| ---------- | ---------- | -------------------------- |
| 2015.04.05 | 2016.09.25 | 日曜 18:57 - 19:58（61分） |
| 2016.10.13 | 2020.10.01 | 木曜 19:00 - 20:00（60分） |
| 2020.10.15 | 2021.09.16 | 木曜 18:45 - 20:00（75分） |

## スタッフ

### レギュラー版
- ナレーター：斉藤茂一
- 構成：大平尚志、藤本昌平、石原健次、岐部昌幸
- TM：高田格（テレビ朝日、以前はカメラ►一時離脱►復帰）
- TD：時田将光
- カメラ：保坂健一
- 音声：松崎宏江
- VE：伊藤洋人
- 照明：弓削和幸
- 美術：山下高広（テレビ朝日）
- デザイン：加藤由紀子
- 美術進行：清水基恵、寺岡悠介
- 大道具：斎藤琢人
- 電飾：千田徹哉
- モニター：下園拓也
- 装飾：長野敦子
- メイク：川口カツラ店
- 編集：坂朋典、渡邊敏行
- MA：大江拓也
- 音響効果：岩谷知朗、田尻夕
- TK：安達真理
- 宣伝：齋藤利紗子（テレビ朝日）
- 編成：北田暢子、久保田春記（テレビ朝日）
- CG：南治樹、高井梓、PDトウキョウ
- 美術協力：テレビ朝日クリエイト、テレビ朝日サービス
- 技術協力：ヌーベルアージュ、テイクシステムズ、テレテック
- リサーチ：池谷諒、岩佐亮
- 制作協力：スクイズ、オン・ザ・ストマック、テレビ朝日映像（テレ朝映像→一時離脱►復帰）
- 制作スタッフ：林大貴、鈴木最大、沖田貴之
- AP：八幡亜未、大山明日香、加藤綾花、朝倉潤、山本菜津美
- ディレクター：古川剛健、岡村学（テレビ朝日）、竹内隆徳（スクイズ）、伴在宏将、高畑慎一、小川真紀・細田翔太郎・寒川拓郎（テレビ朝日）、松原広直、藤澤貴之、高木泉、前田康太朗、岩佐将希
- プロデューサー：冨澤有人（テレビ朝日、以前は編成）、中田智也（テレビ朝日）、出口暢子（スクイズ）、井上大心（オン・ザ・ストマック、以前はディレクター）、安田真一郎（テレビ朝日映像）
- 演出：保坂広司（テレビ朝日、以前はゼネラルプロデューサー兼務）
- ゼネラルプロデューサー：丹羽敦子（テレビ朝日、以前はプロデューサー►一時離脱►復帰）
- 制作：テレビ朝日ビジネスソリューション本部 コンテンツ編成局第2制作部
- 制作著作：テレビ朝日

### 歴代のスタッフ
- ナレーター：広居播、鈴木卓朗
- プロデューサー：梶山貴弘、藤井裕久（テレビ朝日）、三ツ木仁美（ViViA）、小坂真由美（創輝）
- ディレクター：平山建司、甲斐康道、利元智幸、北島清次、植田弘樹、儀武良公斗、土屋良介、境清吾、畠中洋介、嘉数真二郎、佐々木貴彦
- 構成：日髙大介（以前のハナータッカーコーナーに出演）、羽柴拓、山崎駿、桝本壮志、安部裕之
- TM：太田憲治、酒井秀一、長谷川正和、田部哲平（テレビ朝日）
- TD：古橋稔
- カメラ：佐藤邦彦、古橋稔
- 音声：細川美枝
- VE：平田壮之介、山田由香、齋藤弘幸、岡村亮
- 照明：小倉康裕、武藤潤、越前充弘
- 美術：井磧伸介（テレビ朝日）
- 美術進行：吉居真夏
- 大道具：吉村宏嗣
- 電飾：西田十貴子
- モニター：鈴木久、野口一馬
- メイク：小川和美
- 編集：石井謙作
- MA：杉山正
- 音響効果：今井貴宏
- 編成：二階堂義明、横田慶太、北村麻美、沼田真明（沼田→以前はディレクター）、西岡佐知子、小古山拓矢、小谷知輝、岩井健太郎（テレビ朝日）
- 宣伝：西山隆一、尾木実愛、樽井勝弘、高橋彩、池田佐和子（テレビ朝日）
- デスク：星野敬子（テレビ朝日）
- リサーチ：雨宮裕也、後藤祐生、神山敏博、木村友香、藤巻萌美、宮下沙希
- AP：米川宝（テレビ朝日）、江口憲、向井美科、五十嵐加那子、小倉彩子、竹原由利子、山谷紅葉、宮澤智美
- 協力：アフロ
- 制作協力：トップシーン、創輝

### パイロット版（ワリサン）
- ナレーター：斉藤茂一
- 構成：大平尚志、藤本昌平、羽柴拓
- TM：太田憲治（テレビ朝日）
- TD：田代浩
- カメラ：石井豪
- 音声：細川美枝
- VE：奥平伸一
- 照明：中本明人
- 美術デザイン：井磧伸介
- 美術進行：吉居真夏
- 大道具：津賀裕太
- 電飾：小板橋厚史
- モニター：鈴木久
- 装飾：長野敦子
- メイク：段久美子
- 編集：新井亮太
- MA：降旗直人
- 音効：岩谷知朗
- TK：丸山和子
- デスク：星野敬子
- 宣伝：西山隆一（テレビ朝日）
- 編成：二階堂義明・西岡佐知子（テレビ朝日）
- CG：南治樹、松尾裕介
- 美術協力：テレビ朝日クリエイト、テレビ朝日サービス
- 技術協力：テイクシステムズ、テルミック
- リサーチ：フリード
- 制作スタッフ：ルベル瑠佳（テレビ朝日）、岸波北斗、高橋大、藤本友輔
- ディレクター：畠中洋介（テレビ朝日）、伴在宏将、嘉数真二郎、森田惇
- AP：米川宝（テレビ朝日）
- プロデューサー：小坂真由美（創輝）、竹内隆徳（スクイズ）、坂本美恵子（ViViA）
- ゼネラルプロデューサー・演出：保坂広司（テレビ朝日）
- 制作：テレビ朝日